# ريون تور
ريون تور (باليابانية: 桃李 理永) (مواليد 25 سبتمبر 2001) هو لاعب كرة قدم ياباني.

## وصلات خارجية
- ريون تور على موقع رابطة كرة القدم اليابانية للمحترفين (اليابانية)
- ريون تور على موقع Soccerway.com (الإنجليزية)